# Stefan Gaisreiter
Stefan Gaisreiter   (Murnau am Staffelsee, 10 de desembre de 1947) és un pilot de bob alemany, ja retirat, que va competir sota bandera de la República Federal Alemanya, durant les dècades de 1960 i 1970.
El 1968 va prendre part en els Jocs Olímpics d'Hivern de Grenoble, on fou novè en la prova del bobs a quatre del programa de bobs. Als Jocs de Sapporo de 1972 guanyà la medalla de bronze en la prova de bobs a quatre, formant equip amb Wolfgang Zimmerer, Peter Utzschneider i Walter Steinbauer.
En el seu palmarès també destaquen dues medalles d'or, una de plata i tres de bronze al Campionat del món de bob, així com tres medalles al Campionat d'Europa de bob, dues d'elles d'or.